# Damir Avdic
Damir Avdic (* 1990 in Bochum, Nordrhein-Westfalen) ist ein deutscher Theater- und Filmschauspieler. Bekannt ist er vor allem als Ensemble-Mitglied der Schaubühne Berlin.

## Leben
Damir Avdic studierte von 2009 bis 2013 Schauspiel an der Folkwang Universität der Künste. Noch während des Studiums, erhielt er erste Rollen am Theater. Von 2013 bis 2016 war Avdic im Ensemble des Schauspielhaus Bochum. 
 Nach seinen Umzug nach Berlin ist er seit der Spielzeit 2016/17 Ensemble-Mitglied der Schaubühne Berlin, dort spielt er u. a. auch „Buckingham“ in dem Stück Richard ||| in der Regie von Thomas Ostermeier seit 2016 im Erfolgs-Stück Hamlet den Horatio an der Seite von Lars Eidinger in der Inszenierung von Thomas Ostermeier. 
 Mit Hamlet folgten auch Gastspiele u. a. in der Brooklyn Academy of Music in New York in den USA oder dem Festival Internacional Cervantino in Guanajuato in Mexiko.
Mit der Inszenierung von Jugend ohne Gott ebenfalls unter Thomas Ostermeier feierte Avdic auf den Salzburger Festspielen am 28. Juli 2019 Premiere.
Der Abschluss-Kurzfilm Liebe, Pflicht & Hoffnung von Maximilian Conway, der Filmuniversität Babelsberg Konrad Wolf mit Avdic in der Hauptrolle ist eine zeitgemäße Filmadaption des Bühnenstücks Glaube Liebe Hoffnung von Ödön von Horváth und wurde vom öffentlich-rechtlichen TV-Sender 3sat als Sender mit finanziert.
2021 war er an der Seite von Mark Waschke und Meret Becker im Tatort zu sehen.
Vertreten wird Avdic von der Berliner Schauspielagentur lux talents.

## Filmografie (Auswahl)
- 2010: LooP (Kurzfilm), Regie: Ana Zirner
- 2015: Die Bewerbung (Spielfilm), Regie: diverse (unter der Leitung von Adolf Winkelmann, Fosco Dubini, Teodros Adewale Adebisi & Jörg Udo Lensing.)
- 2019: Liebe, Pflicht & Hoffnung (Kurzfilm), 3sat, Regie: Maximilian Conway
- 2020: Die Bilderkriegerin – Anja Niedringhaus, (Kinofilm), Regie: Roman Kuhn & Sonya Winterberg
- 2020: Legal Affairs, (TV-Serie), Regie: Randa Chahoud & Stefan Bühling
- 2020: Tatort: Die dritte Haut, ARD, Regie: Norbert ter Hall
- 2020: Letzte Spur Berlin – Verbaut (Serie, 1 Folge), ZDF, Regie: Uwe Janson
- 2022: Unspoken, (Kinofilm), Regie: Piotr J. Lewandowski

## Theater (Auswahl)
- 2012: Spiel des Lebens, (Lutz Hübner) Regie: Martina van Boxen, Schauspielhaus Bochum
- 2012: Eisenstein, (Christoph Nußbaumeder) Regie: Anselm Weber, Schauspielhaus Bochum
- 2014: Ein Sommernachtstraum, (William Shakespeare) Regie: Christina Paulhofer, Schauspielhaus Bochum
- 2016: Familiengeschäfte, (Alan Ayckbourn) Regie: Marius von Mayenburg, Schauspielhaus Bochum
- 2016: Wunschkinder, (Lutz Hübner & Sarah Nemitz) Regie: Anselm Weber, Schauspielhaus Bochum
- 2016: Hamlet, (William Shakespeare) Regie: Thomas Ostermeier, Schaubühne am Lehniner Platz
- 2016: Professor Bernhardi, (Arthur Schnitzler) Regie: Thomas Ostermeier, Schaubühne am Lehniner Platz
- 2017: Toter Hund in der chemischen Reinigung: die Starken, (Angélica Liddell) Regie: Angélica Liddell, Schaubühne am Lehniner Platz
- 2017: Peng (Marius von Mayenburg) Regie: Marius von Mayenburg, Schaubühne am Lehniner Platz
- 2017: LENIN, (Milo Rau & Ensemble) Regie: Milo Rau, Schaubühne am Lehniner Platz
- 2018: fontane.200: Einblicke in die Vorbereitungen des Jubiläums des zweihundertsten Geburtstags Theodor Fontanes im Jahr 2019, (Rainald Grebe) Regie: Rainald Grebe, Schaubühne am Lehniner Platz
- 2018: Jeff Koons, (Rainald Goetz) Regie: Lilja Rupprecht, Schaubühne am Lehniner Platz
- 2018: Champignol wider Willen, (Georges Feydeau) Regie: Herbert Fritsch, Schaubühne am Lehniner Platz
- 2019: Jugend ohne Gott,  (Ödön von Horváth) Regie: Thomas Ostermeier, Schaubühne am Lehniner Platz
- 2022: Beyond Caring, (Alexander Zeldin), Regie: Alexander Zeldin, Schaubühne am Lehniner Platz
- 2022: Nachtland, (Marius von Mayenburg) Regie: Marius von Mayenburg, Schaubühne am Lehniner Platz
- 2022: Die Anderen, (Anne-Cécile Vandalem), Regie: Anne-Cécile Vandalem, Schaubühne am Lehniner Platz
- 2023: Zwei auf einer Bank, (Alexander Gelman), Regie: Amalia Starikow, Schaubühne am Lehniner Platz
- 2024: Die Affäre Rue de Lourcine, (Eugène Labiche), Regie: Jan Bosse, Schaubühne am Lehniner Platz

## Auszeichnungen und Nominierungen
- 2016 nominiert für den Bochumer Theaterpreis 2016 in der Kategorie „Nachwuchs“[7]